# Mangueira
Mangueira és un barri de la Zona Cèntrica del municipi del Rio de Janeiro. És administrat per la sotsprefectura del Centre i Centre Històric i per la Regió VII - Gran Barri Imperial, una de les cinc regions que formen la Sotsprefectura del Centre i Centre Històric. El seu gran atractiu és l'escola de samba Estação Primeira de Mangueira.
Limita amb el Barri Imperial de São Cristóvão i Benfica en la Zona Centre; a més de Maracanã, Vila Isabel i São Francisco Xavier en la Zona Nord.
 El seu IDH, l'any 2000, era de 0,800, el 94º millor del municipi del Rio de Janeiro.

## Història

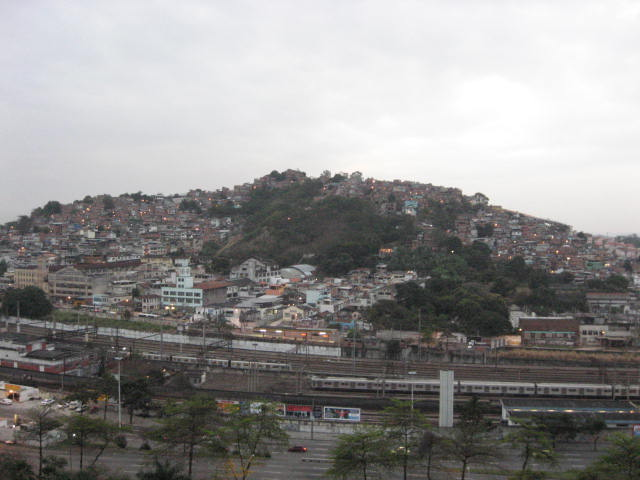
Vista áerea de Mangueira.

La favela va sorgir a partir d'alguns barracots en les terres del Vescompte de Niterói. Des de l'11 de maig de 1852, quan es va inaugurar en les proximitats de la Quinta de Boa Vista el primer telègraf aeri de Brasil, la elevació veïna de la Quinta era coneguda com a Morro dos Telégrafos. Poc després, va ser instal·lada a prop una indústria amb el nom de Fàbrica de Fernandes Braga, que produïa barrets i que, en poc temps, va passar a ser coneguda com a "fàbrica das mangueiras", ja que la regió era una de les principals productores de sacs del Rio de Janeiro. No va trigar molt que la Fàbrica de Fernandes Braga canviés a Fàbrica de Chapéus Mangueira. El nou nom era tan arrelat que l'Estrada de Ferro Central de Brasil va batejar Mangueira l'estació de tren inaugurada el 1889. La elevació al costat de la línia fèrria també va començar a ser anomenada Mangueira, mentre que l'antic nom de Telégrafos va romandre per a identificar només una part del morro. Actualment, Telégrafos, Pindura Saia, Santo Antônio, Chalé, Faria, Buraco Quente, Curva da Cobra, Candelária i altres petits nuclis formen el complex del Morro de Mangueira.
El Vescompte de Niterói, que va rebre el morro com a present de l'Emperador D. Pedro II, ja era mort quan els primers habitants es van instal·lar en les seves barraques, i d'altres construïen habitatges per a llogar, com el cas del portuguès Tomás Martins, padrí del futur compositor i poeta Carlos Cachaça, que als vuit anys vivia en el moro, i apunta el padrí com el veritable fundador del Morro de Mangueira. Als deu anys, Carlos Cachaça tenia la responsabilitat de signar els rebuts dels lloguers ja que el portuguès Tomás Martins era analfabet.
El 1908, l'ajuntament carioca va decidir reformar la Quinta da Bona Vista i, per a això, va tirar a terra desenes de casetes construïdes per soldats que servien en el 9e Regiment de Cavalleria. Un altre fet que va servir per a augmentar la població de l'àrea va ser l'incendi que, el 1916, va destruir incomptables casetes del Morro de Santo Antônio, en el centre de la ciutat. Sorgia així a Mangueira una comunitat de gent pobra, constituïda gairebé que en la totalitat per negres, fills i nets d'esclaus, identificada amb les manifestacions culturals i religioses que caracteritzaven aquest segment social i racial.

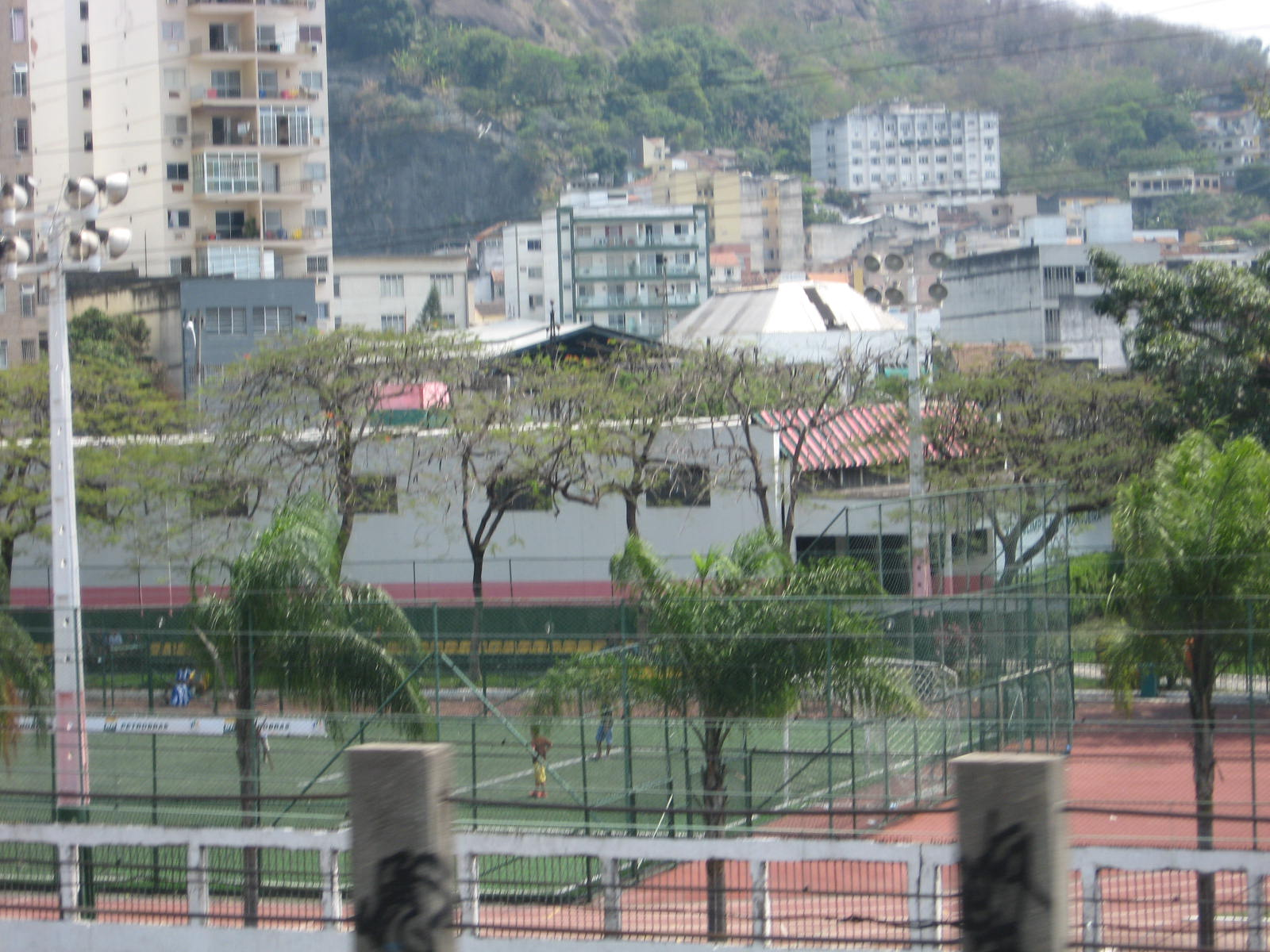
Vila Olímpica de la Mangueira

De Nadal al Dia de Reis, en 6 de gener, conjunts de pastors i pastoretes recorrien el morro entonant els seus cants. Els catòlics van construir una capella a Nostra Senyora de la Glòria, que va passar a ser la patrona del moro. El Candomblé i la Umbanda tenien molts adeptes, i algunes casetes servien de temples, sent-ne el principal Tia Fe, (Benedita de Olivera), una minera (segon Carlos Cachaça) o de Bahia (segon el net Sinhozinho, president de l'Estació Primeira en la dècada de 70), que treballava diàriament de baiana, i a casa seva es realitzaven les grans festes de Mangueira. El 1935, va haver una temptativa dels descendents del Vescompte de Niterói de desallotjar els habitants del moro, però aquests van rebre el suport l'alcalde Pedro Ernesto.
Una nova temptativa, el 1964, feta per un portuguès de malnom Pinheiro, que deia haver adquirit els béns de la família Saião Lobato, va topar amb un decret del governador Carlos Lacerda, expropiant tot el Morro de Mangueira.
El 1910, Tia Fe crea el rancho carnavalesco Pérolas d'Egito. Entre blocs, ranchos i cordoes, sorgeixen altres grups després, com Guerreiros da Montanha, Trunfos da Mangueira i Príncipe das Matas. El 1926, Mangueira ja era un reducte de sambistes, representats en el concurs en la casa Zé Espinguela, el 1929, llavors bloc Estação Primeira. A partir d'aleshores la seva història es confon amb la història del Carnaval, i del seu grup més popular, Estação Primeira.